# Francesco Baracca

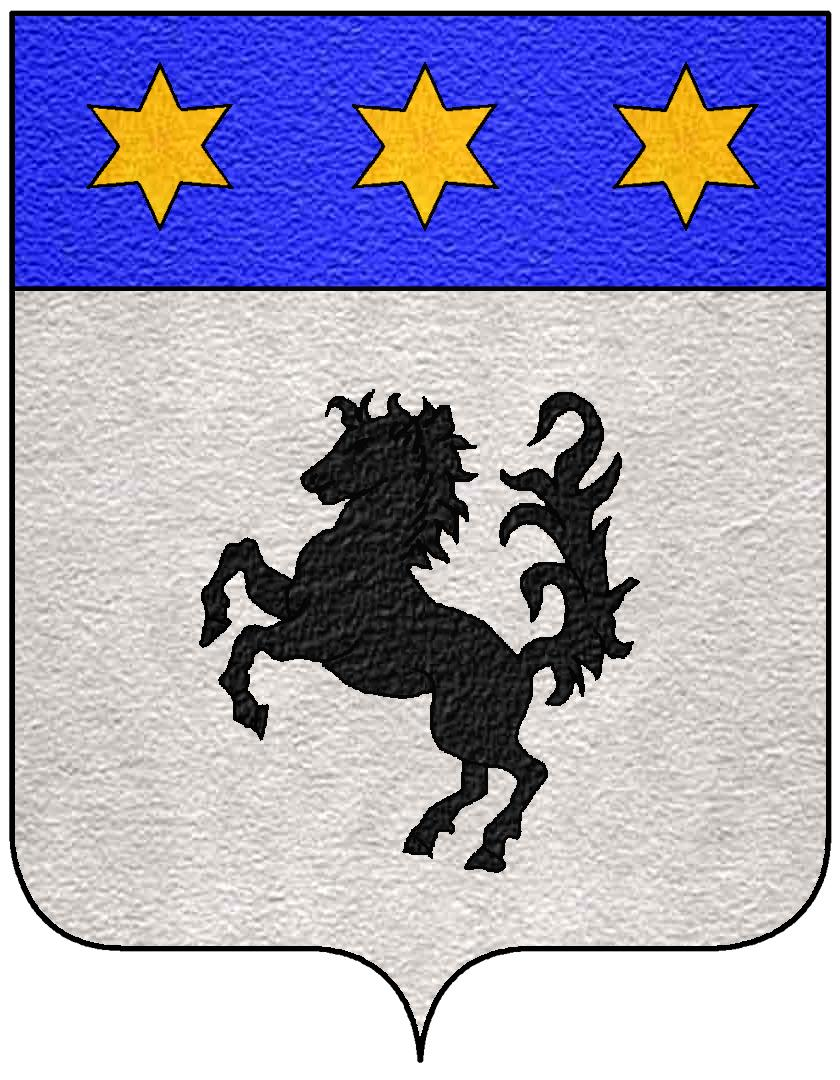
Herb Baracca

Francesco Baracca (ur. 9 maja 1888 w Lugo, zm. 19 czerwca 1918 w Montello) – włoski lotnik, as myśliwski z okresu I wojny światowej. Autor 34 zwycięstw powietrznych. Najskuteczniejszy włoski pilot I wojny światowej.

## Dzieciństwo i młodość
Francesco Baracca przyszedł na świat w Lugo di Romagna w rodzinie szlacheckiej. W 1907 wstąpił do Szkoły Wojskowej w Modenie, po ukończeniu której został przydzielony jako oficer do 2 Pułku Kawalerii. Wiosną 1912 skierowano go do szkoły lotniczej w Reims we Francji i w lipcu 1912 roku otrzymał dyplom pilota. Służbę lotniczą odbywał w Battaglione Aviatori w Turynie, a następnie na lotnisku Somma Lombardo, gdzie latał na samolotach Hanriota i Nieuporta.
Jako młody, ale już doświadczony pilot został wysłany do Libii, gdzie wziął udział w wojnie trypolitańskiej. Do Włoch wrócił w grudniu 1912 roku. W latach 1913–1914 Francesco pełnił różne zadania: był instruktorem pilotażu, dawał liczne loty pokazowe, brał udział w ćwiczeniach wojskowych, był członkiem misji wojskowej we Francji, oraz demonstrował samoloty w różnych miastach europejskich, prezentując najnowsze wynalazki myśli lotniczej.

## Uczestnictwo w I wojnie światowej

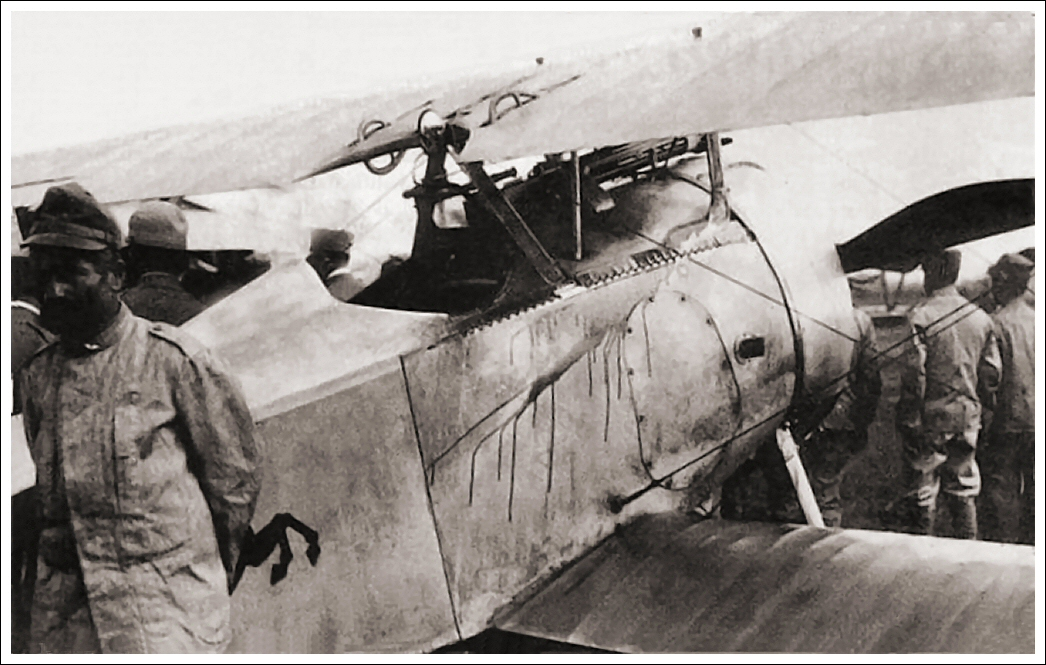
Nieuport 17 Francesco Baracca, wiosna 1917

W maju 1915 roku Włochy wypowiedziały wojnę Austro-Węgrom, przystępując do I wojny światowej po stronie Ententy. Francesco Baracca służył początkowo w 5 Eskadrze. Jego pierwszym zadaniem było latanie w misjach zwiadowczych wzdłuż frontu i dostarczanie informacji na temat położenia sił wroga. Po przeniesieniu do 70 Eskadry, na samolotach Nieuport 11 rozpoczął karierę pilota myśliwskiego. 7 kwietnia 1916 roku odniósł swoje pierwsze zwycięstwo powietrzne, zmuszając do lądowania austro-węgierskiego Brandenburga C.I.
W lutym 1917 roku na lotnisko Santa Caterina, na którym stacjonował Baracca przybył sam król Włoch Wiktor Emanuel III, aby osobiście pogratulować pilotowi sukcesów. Francesco miał wtedy już 7 zwycięstw na koncie, a więc dołączył do elitarnego grona asów myśliwskich.
W uznaniu zasług dla kraju został mianowany kapitanem i odznaczony wojskowym Orderem Savoia.
Na początku maja 1917 roku Baracca został przeniesiony do 91 Eskadry i już pierwszego dnia odniósł zwycięstwo nad Brandenburgiem C.I. Był to jego 9 sukces powietrzny. 22 października 1917 Francesco Baracca odniósł swe pierwsze podwójne zwycięstwo - zestrzelił jednego dnia dwa samoloty typu DFV CV. Ten wyczyn udało mu się powtórzyć jeszcze dwukrotnie - pierwszy raz w 4 dni później, 26 października (kolejne dwa DFV CV) i drugi raz 6 listopada, zestrzeliwując Albatrosa D.III i DFV CV. Pod koniec 1917 osiągnął imponującą liczbę 26 zestrzeleń.
W lutym 1918 roku Baracca został przedstawiony belgijskiemu królowi Albertowi I i został przez niego udekorowany wojskowym Orderem Korony. W marcu tego samego roku Francesco otrzymał Order Korony Italii, z Żelazną Koroną Longobardów.
3 maja 1918 roku Baracca stoczył walkę z sześcioma austriackimi Albatrosami D.III, z których jednego udało mu się strącić. 15 czerwca 1918 roku Francesco Baracca osiągnął swoje ostatnie, 34 zwycięstwo powietrzne. Zestrzelił swym SPADem XIII Albatrosa D.III.

## Śmierć
Poległ w czerwcu 1918, zestrzelony pod Montello (nad rzeką Piawa) przez austriacki ogień karabinowy. Jego samolot rozbił się, a ciało pilota znaleziono we wraku. Według legendy Baracca trzymał w ręku pistolet, którym prawdopodobnie zastrzelił się, nie chcąc spłonąć żywcem w szczątkach samolotu. Osobistym godłem Francesca Baraccy był czarny koń, stojący na dwóch tylnych nogach, który później został wykorzystany przez Enzo Ferrari jako znak stajni Scuderia Ferrari.